# Римань
Римань (пол. Rymań, нім. Roman) — село в Польщі, у гміні Римань Колобжезького повіту Західнопоморського воєводства.
Населення — 1172 особи (2011).

## Демографія
Демографічна структура станом на 31 березня 2011 року:
|          | Загалом | Допрацездатний вік | Працездатний вік | Постпрацездатний вік |
| -------- | ------- | ------------------ | ---------------- | -------------------- |
| Чоловіки | 592     | 127                | 421              | 44                   |
| Жінки    | 580     | 90                 | 361              | 129                  |
| Разом    | 1172    | 217                | 782              | 173                  |